# Puchenstuben
Puchenstuben è un comune austriaco di 315 abitanti nel distretto di Scheibbs, in Bassa Austria.